# Parc Nelly Sachs
Le parc Nelly Sachs (en suédois : Nelly Sachs park) est un parc public situé dans le quartier de Stadshagen à Stockholm en Suède,.

## Description
Le parc Nelly Sachs est un parc de 4,5 hectares situé à Stadshagen, à l'ouest de Kungsholmen. 
Le parc a été créé en 2008 et porte le nom de l'auteure allemande et lauréate du prix Nobel Nelly Sachs. Une rénovation majeure a été réalisée en 2012.
Le parc se compose d'une zone verte vallonnée à côté de Nordenflychtsvägen, qui s'appelait auparavant Hornsbergsparken. 
Il s'agit d'un vestige du projet de la zone de villas de Hornsberg qui devait y être construite dans les années 1880. Cependant, le projet n'a pas été un succès et la zone a ensuite été construite principalement avec des bureaux et des bâtiments industriels.
Le parc est construit sur une colline, avec deux terrains de jeux situés de chaque côté de la colline. 
Au sommet de la colline se trouvent deux zones murées contenant des sièges et des boîtes de culture. Le long des côtés sud et nord du parc, il y a des allées avec des escaliers qui relient la rue Per Lagerkvist à Nordenflychtsvägen.
Dans le cadre du programme de développement urbain de Hornsbergs Strand, la partie sud du Hornsbergsparken a été réservée comme parc et nommée parc Nelly Sachs, le reste a été construit avec de nouveaux bâtiments résidentiels. 
Le choix du nom est lié aux noms de rues liés à l'auteur dans la zone, qui ont été choisis en mémoire  de Pär Lagerkvist, Harry Martinson et Eyvind Johnson. Tous ont en commun d’avoir reçu le prix Nobel de littérature. Le parc est un parc d'observation et est équipé d'aires de jeux, de sièges et de passerelles. Deux écoles maternelles à proximité peuvent utiliser le parc.